# Sheboygan (Wisconsin)
Sheboygan – miasto w Stanach Zjednoczonych, w stanie Wisconsin, w hrabstwie Sheboygan.